# Барч, Ангелика
Анге́лика Барч (нем. Angelika Bartsch; род. 27 мая 1959, Хайльбронн, Баден-Вюртемберг, ГДР) — немецкая актриса

.

## Биография
Она бросила среднюю школу, а затем работала в течение двух лет в качестве медсестры. В 1977—1981 годы она получала актёрское образование в Вестфальской театральном училище в Бохуме.
Ангелика Барч появилась в многочисленных театральных и телевизионных фильмах, начиная с 1981 года. С 1998 года она была ассистентом режиссёра документальных постановок. С 2000 по 2006 год она была преподавателем в школе драмы Артуро в Кельне. В 2007 году она приняла соответствующую задачу в театральной школе в театральном подвале в Кельне.
В 2008 году она появилась на Gandersheimer Domfestspielen в Бад Гандерсхайм, в котором она была самой выдающейся актрисой.
Ангелика Барч является членом Федеральной ассоциации.